# هکابه ۱۰۸
سیارک ۱۰۸ (به انگلیسی: 108 Hecuba) صد و هشتمین سیارک کشف شده‌است که در ۲ آوریل ۱۸۶۹ و در دوسلدورف کشف شد.
قدر مطلق سیارک برابر ۸٫۰۹ است.